# Stilpon appendiculatus
Stilpon appendiculatus är en tvåvingeart som beskrevs av Frey 1936. Stilpon appendiculatus ingår i släktet Stilpon och familjen puckeldansflugor.
Artens utbredningsområde är Kanarieöarna. Inga underarter finns listade i Catalogue of Life.